# 水木しげる記念館

水木しげる記念館、正面。2015年10月撮影（リニューアル前）

水木しげる記念館（みずきしげるきねんかん）は、鳥取県境港市にあるマンガ・アニメミュージアム。
漫画家・水木しげるが収集した精霊や妖怪に関するコレクション、ゲゲゲの鬼太郎をはじめとする水木作品の原画等の保管・展示を行っている。2003年（平成15年）3月開館。
2022年（令和4年）5月に「水木しげる記念館再整備 基本構想・基本計画」を策定。2023年（令和5年）3月9日から建て替えのため休館し、2024年（令和6年）4月20日にリニューアルオープンした。

## 概要
2003年（平成15年）3月に水木しげるロードの一部を構成する中心施設として開館した。旧施設は2003年に料亭だった建物を改装して整備され、展示室は1階常設展示室、2階常設展示室、企画展示室で構成されていた。
2024年春までに建て替えを行い再オープンすることになり、新たにプロローグ展示（水木ワールドへようこそ!）、テーマ展示（境港と水木しげる、戦争と水木しげる、漫画家・水木しげる、妖怪研究家・水木しげる）、エピローグ展示（水木しげるの幸福論）からなる常設展示を行う基本構想が取りまとめられた。建て替え工事が完了し、2024年4月20日にリニューアルオープンした。
一般社団法人水木しげる記念館管理運営共同事業体が指定管理者となっている。
収蔵品のデジタルデータ化、妖怪の言い伝えや文献記録など文化伝承のデータベース化、原画のデジタルデータ化にも取り組んでいる。また、小泉八雲記念館（島根県松江市）及び湯本豪一記念日本妖怪博物館（広島県三次市）との連携事業も行っている。

## 施設
施設は建て替えられ、2024年（令和6年）の再オープン後は以下のような構成に拡充された。
- 常設展示室
- 企画・原画展示室
- ホワイエ
- エントランスホール
- ミュージアムショップ
- 屋外交流スペース（広場）
- 多目的スペース（団体受入スペース）

## 主な展示品
- 水木作品の原画
- 精霊や妖怪のコレクションとして世界各国で収集された仮面や置物
- 大型壁画

## 歴代館長
1. 梅谷陽治[7]（2003年 - 2004年3月）
2. 桝田知身（2004年4月 - 2009年3月）[8] ※元境港市観光協会長[8]
3. 庄司行男（2009年4月 - 2021年3月）[8]※旧記念館事務局長[9]
4. 住吉裕（2021年4月 - 2023年3月）[8][10] ※以後、再整備のため休館した2023年3月から2024年3月までは市職員が館長代理[10]
5. 庄司行男（2024年4月 - ）[9] ※再就任

## 利用情報
開館時間
- 午前9時30分から午後5時（最終入場午後4時30分）
- 年中無休

入館料
- 一般 - 当日券1000円（前売券、団体の場合は900円）
- 中高生 - 当日券500円（前売券、団体の場合は400円）
- 小学生 - 当日券300円（前売券、団体の場合は200円）
- 障害者およびその介護者1名 - 当日券300円（前売券、団体の場合は200円）

団体は20人以上で事前予約制

## 交通アクセス
- 境港駅から徒歩約10分